# Opius anthriscoidis
Opius anthriscoidis är en stekelart som beskrevs av Fischer 1966. Opius anthriscoidis ingår i släktet Opius och familjen bracksteklar. Inga underarter finns listade i Catalogue of Life.